# Sanmenxia
Sanmenxia (chiń. upr. 三门峡; pinyin Sānménxiá) – miasto o statusie prefektury miejskiej we wschodnich Chinach, w prowincji Henan. W 2010 roku liczba mieszkańców miasta wynosiła 494 772. Prefektura miejska w 1999 roku liczyła 4 045 609 mieszkańców.